# La canzone dell'anima
La canzone dell'anima (The Song of the Soul) è un film muto del 1920 diretto da John W. Noble. La sceneggiatura si basa su An Old-World Episode di William J. Locke, pubblicato il 25 settembre 1909 su The Saturday Evening Post.

## Trama
Rimasto sfigurato da bambino durante un incendio dal quale aveva salvato, con un atto eroico, una ragazzina, Jerry Wendover vive recluso in una vecchia casa. Una notte, salva una ragazza cieca persa tra le paludi e la porta a casa. I due si innamorano e si sposano, mettendo al mondo un bambino.
La loro vita è felice e, un giorno, un medico che visita Barbara le dice che un'operazione potrebbe ridarle la vista. L'intervento ha successo ma il chirurgo mette sull'avviso la donna: non dovrà sforzare gli occhi fissando punti troppo luminosi per non mettere a repentaglio i risultati dell'operazione. Barbara, però, si rende conto che il marito teme la sua nuova condizione e che lei, vedendolo per la prima volta, possa essere disgustata dal suo aspetto. La donna, allora, dopo aver guardato il suo bambino, fissa la luce, sacrificando per amore la possibilità di avere una vita normale.

## Produzione
Il film fu prodotto dalla Kendall-Chambers.

## Distribuzione
Il copyright del film, richiesto dalla Messmore Kendall, fu registrato il 16 novembre 1920 con il numero LP15865.
Distribuito dalla Goldwyn Distributing Company, il film - presentato da Robert W. Chambers e Messmore Kendall - uscì nelle sale cinematografiche USA nell'ottobre 1920. In Italia venne distribuito dalla Loew nel 1925.